# Весілля (фільм, 1973)
«Весілля» — військова драма югославського режисера Радомира Шарановича за романом колишнього учасника Руху Опору Греції та Національно-визвольного руху Югославії, чорногорського прозаїка Михайла Лалича про боротьбу югославського народу з німецько-фашистськими окупантами. Спільна постановка Київської кіностудії імені Олександра Довженка та «Фільмські Студіо Тітоград», за визначенням відомого кінознавця Мирона Черненка, періоду «золотого віку» югославського кіно. Найвідоміший і найуспішніший фільм у кар'єрі режисера за оцінками журналу «Бліц». Станом на 2019 рік його подивилися понад 40 мільйонів людей
У головних ролях — легенда югославського кіно Драгомир «Гідра» Боянич, зірки радянського кінематографа Вацлав Дворжецький та Валентин Нікулін. Директори картини — Олексій Ярмольський та Сімо Цветкович. Світова прем'єра фільму відбулася 6 грудня 1973.

## Сюжет
1943, міська в'язниця маленького чорногорського містечка. Тут стикаються люди різних і складних характерів: комісар партизанського загону Вукович, комуніст Лукач, який помстився четникам за брата Тадія Чемеркич, який здався в полон і тим самим урятував своїх дітей Драгушич. Героїв поєднує спільна мета — втеча та продовження боротьби з окупантами.

## Знімальна група
- Режисер — Радомир Шаранович[5]
- Сценарій — Мілорад Бошкович, Михайло Лаліч, Радомир Шаранович
- Оператор — Вадим Іллєнко
- Композитор — Цвітко Іванович
- Художник — Анатолій Мамонтов
- Директора картини — Сімо Цветкович, Олексій Ярмольський

## В ролях
- Драгомир Боянич — Тадія Чемеркіч[6]
- Вацлав Дворжецький — Реліч
- Володимир (Владо) Попович — Миса
- Михайло Янкетич — Душко Томерич
- Світлана Кнєжевич — наречена Душко
- Валентин Нікулін — Момо
- Михайло Голубович
- Олександр Биструшкін
- Зураб Капіанідзе — Маркович
- Велько Мандіч — Павло Джуришич
- Йосип Гогічіашвілі